# Behnam Ehsanpur
Behnam Ehsanpur (pers. بهنام احسان‌پور; ur. 16 lutego 1992) – irański zapaśnik walczący w stylu wolnym. Brązowy medalista mistrzostw świata w 2019; piąty w 2016. Złoty medalista mistrzostw Azji w 2017 i 2019, a srebrny w 2015 i 2016. Pierwszy w Pucharze Świata w 2015, 2016 i 2017, a jedenasty w 2012. Wicemistrz Uniwersjady w 2013, jako zawodnik Islamskiego Uniwersytetu Azad w Behszahr. Mistrz świata juniorów w 2012 roku.